# Biatah Bidayuh jezik
Biatah Bidayuh jezik (ISO 639-3: bth; bikuab, kuap, quop, sentah), austronezijski jezik kojim govori 63 900 ljudi u Maleziji (2000 popis) i 8 480 u Indoneziji (2000), na sjeverozapadu Kalimantana. U Maleziji se govori u 10 sela u provinciji Kuching.
Dijalekti su mu siburan (najvažniji), stang (sitaang, bisitaang) i tibia, a klasificira se u land dayak jezike. Jedini je predstavnik centralne podskupine šire jezične skupine core

## Vanjske poveznice
- Ethnologue (14th)
- Ethnologue (15th)